# Directory of Open Access Scholarly Resources
ROAD, il servizio delle risorse open access accademiche, è un servizio offerto dall'ISSN International Centre con il supporto del Communication and Information Sector dell'UNESCO. Partito come versione beta il 16 dicembre 2013, ROAD è stato sviluppato nel 2014 (estensione della rete, approfondimento delle peculiarità, ...)
ROAD fornisce un accesso libero a una sottocategoria del registro ISSN. Questa sottocategoria comprende record bibliografici che descrivono risorse accademiche dell'Open Access a cui è stato assegnato un ISSN dal ISSN Network; riviste, proceedings di conferenze e repositories accademici. I record ROAD sono scaricabili in formato MARC XML e sono disponibili nelle tre liste di risorse RDF (bag, sequence, alternative).
I record bibliografici sono arricchiti, quando appropriati, da metadati della rete delle risorse da indicizzare, astrarre, dai database delle citazioni, dai registri e dagli indicatori delle riviste.
ROAD si propone quattro obiettivi:
1. fornire un singolo punto di accesso a differenti risorse accademiche pubblicate nel web e disponibili gratuitamente
2. fornire informazione sulla qualità e rilievo delle risorse OA, o infine ai criteri che si presentano, per indicare da quali servizi o indicatori di riviste sono coperti.
3. come tale, e una volta che la rete ROAD è stata sviluppata, ottenere un quadro generale della produzione accademica OA mondiale (per scopi statistici per esempio).
4. proporre nuovi modi di usare l'ISSN per implementare informazione da varie fonti.

## Identificazione delle risorse accademiche OA fra le risorse a cui è stato assegnato un numero ISSN dal Network ISSN (identificazione retrospettiva e al tempo stesso assegnazione dell'ISSN
Nel luglio del 2013, l'International ISSN Centre ha iniziato a identificare le risorse accademiche OA  fra le 130,000 risorse online a cui era stato assegnato un ISSN dal network ISSN a partire dalla fine degli anni '90. Questa identificazione retrospettiva è stata proseguita e completata nel 2014. In parallelo, e dall'ottobre del 2013, i centri nazionali ISSN identificano le risorse accademiche OA nel momento dell'assegnazione dell'ISSN fornendo uno specifico codice ai record ISSN.
Controllo/Aggiornamento dei record ISSN
I records ISSN generati dopo la partenza del progetto ROAD e che descrivono risorse accademiche OA sono controllati e aggiornati quando necessario (url, editori, ...)

## Funzionamento
Il sito web di ROAD conta su un processo a tre livelli:
1. identificazione di una risorsa accademica OA fra le risorse a cui è stato assegnato un numero ISSN dal network ISSN
2. controllo/aggiornamento dei corrispondenti record ISSN
3. record ISSN coordinati con le liste della rete fornite dai database di indice e di astrazione, registri e indicatori delle riviste.

### L'identificazione delle risorse accademiche OA fra le risorse a cui è stato assegnato un numero ISSN dal network ISSN (identificazione retrospettiva e allo stesso tempo di assegnazione ISSN)
Nel luglio del 2013, l'International ISSN Centre ha iniziato a identificare le risorse accademiche fra le 130,000 risorse online a cui era stato assegnato un ISSN dal network ISSN a partire dalla fine degli anni '90. Questa identificazione retrospettiva è stata proseguita e completata nel 2014. In parallelo, e dall'ottobre del 2013, i centri nazionali ISSN identificano le risorse accademiche OA nel momento dell'assegnazione dell'ISSN fornendo uno specifico codice ai record ISSN.